# 魚崎
魚崎（うおざき）は、神戸市東灘区の地名で、住吉川河口両岸から天上川右岸、北限を国道2号とする範囲。元・武庫郡魚崎町であったのが昭和25年（1950年）に神戸市に編入された。町名では魚崎南町、魚崎中町、魚崎北町、魚崎西町、魚崎浜町の各全域と甲南町の西部（中学校区基準では4丁目と5丁目。旧町域は4・5丁目の南半分と3丁目の南西半分）に相当。
海岸はかつて“雀の松原”として古くから知られた景勝地であった。江戸時代中期より酒造と素麺製造が盛え、特に酒造では醸造時の温度調節に「ぎり酛」という手法を発明して味を向上させ、灘五郷のうちの一つ魚崎郷（東郷）の中心地となった。阪神電鉄開通後は邸宅地となるも、神戸大空襲により焦土と化し、屋敷の跡にはマンションが進出し、工業中心の復興計画で海岸は埋め立てられ、以前の面影は失われた。

## 由来
住吉川の西の地は900年頃「佐才郷」として集落を作っていたが（『新撰姓氏録』）、洪水により川東へ移り、今の魚崎となったという。
古くは五百崎（いおざき、旧仮名遣：いほざき）と呼ばれ、大阪湾にせり出た住吉川扇状地の先端・河口部にあった岬である。俗に「与佐喜」（『摂陽群談』）、「伊與佐喜」とも呼ばれた。
五百崎の名前のおこりは神話時代に遡り、確実なものではない。『日本書紀』巻十に応神天皇31年（300年？）に伊豆国から献納された枯野という船が老朽化したのでこれを薪として塩を焼いたところ500籠の塩ができ、諸国に配る代わりに船を造るよう命じたところ、500隻の船が一挙に武庫の水門（みなと）に集まったとあり、この話をもとにして五百崎の名がついたという。また、一説には神功皇后征韓の際、諸国に命じて船を作らせ、武庫の水門に500隻が集まったからだともいう。
『西摂大観』には、この付会説の他、このあたりが漁業を行った所から、魚の集う崎＝魚崎というようになったのであろうとある。
魚崎は魚崎と横屋の2つの村が明治22年（1889年）の町村制施行の際に魚崎村となったものである。横屋とは「神主」を意味する言葉であり、五百崎八幡（魚崎横屋八幡神社）との関係が示唆される

## 歴史
- 魚崎では古墳時代以前の遺跡・遺物は発見されていないとされてきた[1]が、20世紀末に弥生時代から中世にかけての集落跡である魚崎中町遺跡が発見された。
- 菟原郡（うばらのこおり）の八郷のうちの一つ佐才郷はほぼ魚崎、横屋、西青木、田中の村域に相当した（『和名抄』）。竹内宿祢の子孫である雀部朝臣という豪族が鷦鷯（ささき、ささい）部の民を率いてこの地方に住んでいた様である[3]。鷦鷯は雀とも書いた（『古事記』）ので「ささい」の松原と呼ぶべきところを「すずめ」の松原と俗称するに至ったと考えられる。また、摂津皇別佐々貴山君がこの地に居住していたため、この地方を「ささき」の郷と呼んだ。その後「ささき」が「ささい」（佐才）となり、雀の字を当ててこの海岸一帯の松原を雀の松原と呼ぶようになったという説もある。この地の旧家に「佐々木」「雀部」などの姓があるのも無縁とは限らない[1]。
- 『源平盛衰記』『平家物語』に雀の松原が御影の松、布引の滝と共に登場。当時から名勝としてきこえた事がうかがえる。
- 中世に入ると郷の名は廃れて、荘園制となった。五百崎は野寄、岡本、田中、片町（片田）、住吉、西青木等と共に山路荘に属した。
- 正平6年（1351年）、雀の松原で足利尊氏、足利直義兄弟が互いに戦う（『太平記』）。
- 室町時代、赤松氏の領地。
- 江戸時代、元・豊臣家の直轄地であったのを元和3年（1617年）に戸田氏鉄が封ぜられ、尼崎藩領となるも、明和6年（1769年）の上知令で全域が天領（幕府直轄領）となり大坂谷町代官所の支配下に置かれた。
- 魚崎の岸田忠右衞門が丹波杜氏を雇い、酛味の醗酵を促進させるために湯を詰めた暖気樽をギリギリ回転させて味を向上させる「ぎり酛」を発明。爾来、灘五郷一般に採用され、杜氏は総て丹波の出身となった。[4]
- 明治5年（1872年）、大区小区制（但し兵庫県の区は大小なし）により菟原郡は兵庫県第五区・第六区に分れ、そのうち第六区に属した。
- 明治11年（1878年）7月の郡区町村編制法で菟原郡が復活し、明治13年（1880年）7月1日、連合戸長役場制によって魚崎村は魚崎組として横屋、西青木、青木の各村と戸長を兼ねるようになった。
- 明治19年（1886年） 摂津灘酒造組合設立され、魚崎郷、今津郷、御影郷、西郷、西宮郷で灘五郷を称す[5]。
- 明治22年（1889年）町村制施行で魚崎村、横屋村の各全域と西青木村、野寄村、田中村の各飛錯地を合わせて魚崎村とする。
- 明治38年（1905年）4月12日、阪神電鉄本線、魚崎駅が開業。
- 大正3年（1914年）5月、町制施行、魚崎町誕生。
- 昭和25年（1950年）4月1日、住吉村、御影町とともに神戸市へ編入され、東灘区が発足。町有財産は魚崎財産区の管理下となる。
- 昭和32年（1957年）、東灘区役所の出張所が廃され、旧役場を使用していた魚崎出張所は東灘市民病院となる。
- 昭和40年（1965年）、浜横屋地先の埋立地（東部第三工区）に魚崎浜町の町名が付く。
- 昭和44年（1969年）、住居表示実施に伴い、魚崎北町、魚崎中町、魚崎南町ができる。
- 昭和45年（1970年）、住居表示実施で魚崎西町と甲南町も作られる。
- 平成2年（1990年）2月21日、六甲ライナー開通。

## 施設・公共機関

### 交通
- 魚崎駅（阪神電鉄・神戸新交通六甲アイランド線）
- 阪神高速道路3号神戸線 魚崎出入口
- 阪神高速道路5号湾岸線 魚崎浜出入口

### 教育
- 神戸市立魚崎小学校
- 神戸市立魚崎中学校
- 灘中学校・高等学校